# 让-弗朗索瓦·商博良
让-弗朗索瓦·商博良（法語：Jean-François Champollion，法語發音：[ʒɑ̃ fʁɑ̃swa ʃɑ̃pɔljɔ̃]，1790年12月23日—1832年3月4日），又譯尚波里庸、尚皮隆，法国历史学家、语言学家、埃及学家，是第一位识破古埃及象形文字结构并破译罗塞塔石碑的学者，从而成为埃及学的创始人。

## 生平
商博良出生于法国南部的菲雅克，年轻时即表现出出色的语言天赋，20岁时就已经掌握除法语以外的拉丁语、希腊语和许多古代东方语言，包括希伯来语、埃塞俄比亚的阿姆哈拉语、古印度梵文、古代伊朗的阿維斯陀語和中古波斯语、阿拉伯语、古叙利亚语、古代小亚细亚半岛流行的迦勒底语，波斯语和汉语。
1809年，商博良19岁就已经成为格勒诺布尔學院的历史学教授。同年，他把焦點轉向了古埃及，心力全部放在學習科普特語上，以期終能找回法老王子民所說的語言。他甚至把掠過腦海的一切都翻譯成科普特語，認為這是學習純正埃及語真正有效的方法。他在給哥哥的信中說：「我要懂埃及文如法文，因為未來我在埃及莎草紙文獻上的重大研究，就要以這個語言為基礎。」這項明白表示要由科普特語通向古埃及文，且由此時起宣佈了他要進行的「重大研究」的雙重說明值得人們注意，因為埃及學的開端應該定在這個時期，即1809年3月，而非1822年9月。
商博良於1832年3月4日於巴黎因內出血死去，享年41歲。

## 罗塞塔石碑研究
商博良对东方语言，尤其是古代埃及的科普特语深感兴趣，因此开始系统地研究罗塞塔石碑。早在1799年7月15日，拿破仑侵略埃及的军队一名上尉皮埃尔·弗朗索瓦·札維耶·布夏賀在埃及港口城市罗塞塔附近发现該石碑。石碑是公元前196年托勒密王朝时代刻制的，上面有希腊字母、古埃及象形文字和古埃及通俗文字三种对照雕成的。石碑运到埃及的亚历山大，法国科学家开始进行研究。1801年，法国戰敗投降，英国军队要将全部研究成果没收，法国科学家威胁要全部烧掉，最后达成妥协，允许法国科学家保留研究成果和石碑拓片，但石碑被英国军队运往大英博物馆保藏。

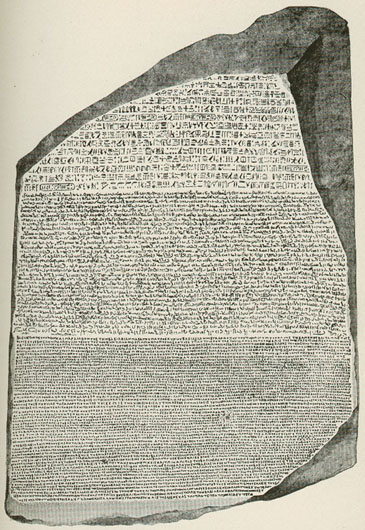
罗塞塔石碑

根据法國保存的資料，商博良从1822年到1824年得以完全投入到对罗塞塔石碑的研究，发表多篇研究论文，成功地译解出古埃及象形文字的结构，这些符号有些是字母，有些是音节文字，有些则是义符，一个符号代表一整个事物，終於在1822年完成羅塞特碑碑文的全文翻譯。他编制出完整的埃及文字符号和希腊字母的对照表，为后来解读大量的古埃及遗留下的纸草文书提供了非常有用的工具。他还发现了一份记载着从拉美西斯二世以来所有埃及法老名录的纸草书的重要性。

## 埃及學開創
商博良于1826年担任卢浮宫埃及文物馆馆长，1828年率领考古工作队去埃及考察，1831年担任法兰西学院专为他开设的埃及学讲座教授。
主要著作《古埃及象形文字体系概論》（Précis du système hiéroglyphique des anciens Égyptiens）於1824年出版，另外兩本鉅著《古埃及文法》（Grammaire égyptienne）及《古埃及象形文字典》（Dictionnaire égyptien en écriture hiéroglyphique）則在他死後出版。

## 主要著作
- 《埃及语语法》
- 《埃及语词典》
- 《象形文字入门》
- 《埃及万神殿》（Panthéon égyptien）

## 延伸閱讀
- Allen, Don Cameron. . Proceedings of the American Philosophical Society. 1960, 104 (5): 527–547.
- Adkins, Lesley; Adkins, Roy. . HarperCollins Publishers. 2000. ISBN 0-06-019439-1.
- Meyerson, Daniel. . Random House Trade. 2005. ISBN 0-345-44872-3.
- 米謝·戴華特（法语：Michel Dewachter）. . 發現之旅. 68. 呂淑蓉/譯. 臺北: 時報文化. 2003  [2017-12-18]. ISBN 978-957-13-3937-5. （原始内容存档于2018-06-20）.